# Национална асоциация на професионалните сватбени фотографи и видеооператори
Националната асоциация на професионалните сватбени фотографи и видеооператори (НАПСФВ) е браншова организация, обединяваща група хора, отговарящи на определени критерии на доброволен принцип.
Основна цел на НАПСФВ е популяризирането на сватбената фотография и видеозаснемане и повишаване професионализма на тези услуги. За целта извършва обучения, организира международни конференции, регламентира етичен кодекс.